# Asterodiscides soleae
Asterodiscides soleae är en sjöstjärneart som beskrevs av Ross Robert Mackerras Rowe 1985. Asterodiscides soleae ingår i släktet Asterodiscides och familjen Asterodiscididae. Inga underarter finns listade i Catalogue of Life.